# Marketing zwischen Theorie und Praxis
MTP – Marketing zwischen Theorie und Praxis e. V. ist ein gemeinnütziger, studentischer Verein mit dem Ziel, die Ausbildung im Bereich Marketing an deutschen Hochschulen um Praxisnähe zu ergänzen.

## Ziele und Aktivitäten
Der Verein wurde 1981 in Saarbrücken gegründet, um die Marketingausbildung an Universitäten praxisnäher zu gestalten.
Der Verein bietet Workshops, Vorträge und Kongresse wie den „Digital Marketing Congress“ und die „Marketing Horizonte“ an. Auch öffentliche Podiumsdiskussionen zu Themen wie etwa der Jobsuche in Business-Netzwerken werden durchgeführt. Zu den Besonderheiten gehören Beratungsprojekte, bei denen die studentischen Mitglieder ähnlich wie professionelle Unternehmensberater agieren. Im Jahr 2002 wurde das vereinseigene MTP TrainingDepartment gegründet, eine Weiterbildungsakademie für Mitglieder. Seit 2017 befragt der Verein seine Mitglieder regelmäßig zu aktuellen Marketingthemen und erstellt aus den Ergebnissen das MTPanel. Dabei ging es etwa um die Akzeptanz von E-Scootern sowie das Konsumverhalten junger Leute während der Corona-Krise.
Auch Fachbücher zu Themen wie „Marken-Design“ und „Das Marketingstudium“ wurden vom MTP verfasst. Vom Verein produzierte Podcasts mit Interviewpartnern aus der Marketing-Welt können bei Spotify und SoundCloud angehört werden.

## Zusammenarbeit mit Unternehmen und Lehrstühlen
Rund 120 Unternehmen arbeiten mit MTP zusammen. Den „Regionalen Förderkreisen“ gehören weitere Unternehmen an.
MTP wird von rund 90 Professoren für Marketing unterstützt, die am nationalen Netzwerk des Vereins partizipieren. Zu den bekanntesten zählen u. a. Heribert Meffert, Klaus Backhaus, Christian Homburg, Manfred Kirchgeorg und Bernd Skiera.
Gemeinsam mit AIESEC, BDSU, bts, bonding, Elsa, Market Team und Weitblick ist MTP Gründungsmitglied des Verbands deutscher Studierendeninitiativen (VDSI). Der VDSI setzt sich für die Interessen des studentischen Ehrenamtes ein und unterstützt den Austausch sowie die Zusammenarbeit auf lokaler und nationaler Ebene.
2016 organisierte MTP das „European Marketing Camp“ (EMC) in Barcelona. Im Oktober 2019 folgte das zweite EMC in Lissabon.

## Aufbau und Struktur
Insgesamt gehören dem MTP e. V. rund 3600 Mitglieder an, davon 2000 Studierende und 1600 Alumni. Geleitet wird der Verein durch einen jährlich wechselnden „Nationalen Vorstand“. Dieser wird auf der Geschäftsstellenversammlung von den Vorsitzenden der regionalen Geschäftsstellen gewählt. Die ehemaligen studentischen Mitglieder bilden den MTP e. V. Alumni, der durch den Alumnivorstand geführt wird, der alle zwei Jahre auf einer Alumni-Jahresversammlung gewählt wird.
Der MTP e. V. unterhält zurzeit (2021) 19 regionale Geschäftsstellen. 
Die Alumni sind in 16 Local Alumni Clubs (LAC) organisiert.